# Ferula tenuissima
Ferula tenuissima är en flockblommig växtart som beskrevs av Hub.-mor. och Pes$emen. Ferula tenuissima ingår i släktet stinkflokesläktet, och familjen flockblommiga växter. Inga underarter finns listade i Catalogue of Life.